# Interporto Futebol Clube
L'Interporto Futebol Clube, noto anche semplicemente come Interporto, è una società calcistica brasiliana con sede nella città di Porto Nacional, nello stato del Tocantins.

## Storia
Il club è stato fondato il 13 giugno 1990. L'Interporto ha vinto la Copa Tocantins nel 1998, il Campionato Tocantinense nel 1999, e il Campeonato Tocantinense Segunda Divisão nel 2009. Ha partecipato alla Coppa del Brasile per la prima volta nel 1999, dove è stato eliminato al primo turno dal Gama, e nel 2000, dove è stato eliminato al primo turno dal Bahia.

## Palmarès

### Competizioni statali
- Campionato Tocantinense: 4

1999, 2013, 2014, 2017
- Campeonato Tocantinense Segunda Divisão: 1

2009
- Copa Tocantins: 1

1998